# Герб Караганды
Герб Караганды (каз. Қарағанды қаласының елтаңбасы) — официальный символ города Караганда, Казахстан. Автор герба — Айбек Бегалин.
Первый символ города связан с шахтной конструкцией. На следующем гербе города появился сурок. В таком виде герб существовал до 2007 года. Новый герб был утверждён 18 июля 2007 года на заседании городского маслихата.

## Описание
На лазурном восточном щите в центре парящий белый беркут на фоне терриконы и шанырак. По внутренней части щита находится жёлтый орнамент кошкар мюиз. В нижней части под беркутом с золотым фоном надпись название города на казахском языке. Надпись выполнена красным цветом.

## Символика
Круг символизирует бесконечность, совершенство и законченность, рассматривается как самая совершенная из фигур. Беркут на голубом фоне — символ Сарыарки. Беркут является символом прозорливости, обозрения просторов. Белый цвет беркута означает чистоту, солнечный свет и добро.
Шанырак символизирует мир и единство народов. Шанырак выступает как символ дома, очага.
Терриконы — символ карагандинских шахт по добыче каменного угля. Открытие каменного угля дало толчок к появлению и развитию города.

## История

### Герб 1984 года
К 50-летию города Караганды администрация города объявила конкурс на разработку серии значков. Работа художника-графика Растопчина Николая Георгиевича была выбрана лучшей. В 1984 году небольшим тиражом был выпущен юбилейный значок.
Значок представлял из себя французский щит рассечённый на три в столб (красный, белый и синий) и вписан в прямоугольник. В центре щита изображён шахтный эксплуатационный копёр с шестернёй, что связано с историей возникновения и развития города. 1934 — год когда Караганда получила статус города.

### Герб 1991 года
В 1991 году у Караганды появилась новая эмблема. В центре также был изображён шахтный эксплуатационный копёр, а также бегущий внизу сурок. Цвета эмблемы — золото и чёрный. Автор эмблемы Толеген Абылкасов, член Союза художников Казахстана.
В эмблеме автор попытался отразить легенду, что в погоне за сурком местный пастушок Аппак Байжанов ушёл далеко в степь и решил обогреться у костра, бросив в огонь, валявшийся на земле чёрный камень, который оказался углём. Эмблема просуществовала до 2007 года.

### Герб 2007 года
В 2007 году акимат объявил конкурс на герб города. Победу одержал карагандинский художник Айбек Бегалин.
18 июля 2007 года новый герб был утверждён на заседании городского маслихата Караганды.
В 2014 году полотнище с гербом Караганды побывало в космосе и вернулось с членами экипажа корабля «Союз ТМА-12М».